# Sportclub Preußen 06 Münster 2015-2016
Questa voce raccoglie le informazioni riguardanti il Sportclub Preußen 06 Münster nelle competizioni ufficiali della stagione 2015-2016.

## Stagione
Nella stagione 2015-2016 il Preussen Münster, allenato da Ralf Loose e Horst Steffen, concluse il campionato di 3. Liga al 9º posto.

## Rosa
| N. |                        | Ruolo | Calciatore          |
| -- | ---------------------- | ----- | ------------------- |
| 1  | Germania (bandiera)    | P     | Niklas Lomb         |
| 2  | Francia (bandiera)     | D     | Stéphane Tritz      |
| 3  | Germania (bandiera)    | D     | Felix Müller        |
| 5  | Lussemburgo (bandiera) | D     | Chris Philipps      |
| 6  | Germania (bandiera)    | D     | Kevin Schöneberg    |
| 8  | Germania (bandiera)    | D     | Marc Heitmeier      |
| 9  | Germania (bandiera)    | A     | Marcel Reichwein    |
| 10 | Portogallo (bandiera)  | C     | Amaury Bischoff     |
| 11 | Marocco (bandiera)     | A     | Abdenour Amachaibou |
| 12 | Turchia (bandiera)     | C     | Mehmet Kara         |
| 13 | Germania (bandiera)    | D     | Björn Kopplin       |
| 14 | Germania (bandiera)    | A     | Jesse Weißenfels    |
| 15 | Germania (bandiera)    | D     | Simon Scherder      |

| N. |                        | Ruolo | Calciatore              |
| -- | ---------------------- | ----- | ----------------------- |
| 17 | Azerbaigian (bandiera) | A     | Cihan Özkara            |
| 18 | Germania (bandiera)    | A     | Lennart Stoll           |
| 19 | Paesi Bassi (bandiera) | A     | Rogier Krohne           |
| 20 | Germania (bandiera)    | C     | Philipp Hoffmann        |
| 21 | Germania (bandiera)    | C     | Danilo Wiebe            |
| 22 | Germania (bandiera)    | P     | Marco Aulbach           |
| 23 | Germania (bandiera)    | C     | Benjamin Schwarz        |
| 24 | Germania (bandiera)    | D     | Marco Pischorn          |
| 25 | Germania (bandiera)    | D     | Lion Schweers           |
| 26 | Francia (bandiera)     | C     | Charles-Elie Laprévotte |
| 32 | Germania (bandiera)    | D     | Bennet Eickhoff         |
| 35 | Germania (bandiera)    | P     | Max Schulze Niehues     |
| 39 | Germania (bandiera)    | A     | Adriano Grimaldi        |

## Organigramma societario
Area tecnica
- Allenatore: Horst Steffen
- Allenatore in seconda: Babacar N'Diaye
- Preparatore dei portieri: Carsten Nulle
- Preparatori atletici:

## Calciomercato

### Sessione estiva
| Acquisti | Acquisti                | Acquisti            | Acquisti |
| R.       | Nome                    | da                  | Modalità |
| -------- | ----------------------- | ------------------- | -------- |
| D        | Chris Philipps          | Metz                |          |
| D        | Stéphane Tritz          | Brest               |          |
| D        | Björn Kopplin           | Union Berlino       |          |
| C        | Charles-Elie Laprévotte | Friburgo II         |          |
| P        | Niklas Lomb             | Hallescher          |          |
| D        | Felix Müller            | Magonza II          |          |
| C        | Benjamin Schwarz        | Unterhaching        |          |
| D        | Lion Schweers           | Preußen Münster U19 |          |
| A        | Lennart Stoll           | Preußen Münster U19 |          |
| A        | Jesse Weißenfels        | Sportfreunde Lotte  |          |
| C        | Danilo Wiebe            | Colonia II          |          |

| Cessioni | Cessioni         | Cessioni         | Cessioni |
| R.       | Nome             | a                | Modalità |
| -------- | ---------------- | ---------------- | -------- |
| D        | Aaron Berzel     | Elversberg       |          |
| C        | Marcus Piossek   | Kaiserslautern   |          |
| D        | Fabian Hergesell | Rot-Weiß Erfurt  |          |
| C        | Julian Riedel    | Erzgebirge Aue   |          |
| D        | Philip Röhe      | Eintracht Rheine |          |
| D        | Thorsten Schulz  | Aalen            |          |
| C        | Erik Zenga       | Sandhausen       |          |

### Sessione invernale
| Acquisti | Acquisti         | Acquisti   | Acquisti |
| R.       | Nome             | da         | Modalità |
| -------- | ---------------- | ---------- | -------- |
| A        | Adriano Grimaldi | Heidenheim |          |

| Cessioni | Cessioni | Cessioni | Cessioni |
| R.       | Nome     | a        | Modalità |
| -------- | -------- | -------- | -------- |

## Risultati

### 3. Liga

#### Girone di andata
| Arbitro: | Dietz |

|                |           |             |
| Amachaibou 88’ | Marcatori | 59’ Dittgen |

| Arbitro: | Kempkes |

|                    |           |                             |
| Tashchy 18’ (rig.) | Marcatori | 12’, 54’ Piossek 44’ Krohne |

| Münster 15 agosto 2015, ore 14:00 CEST 3ª giornata | Preußen Münster | 0 – 0 referto | Kickers Würzburg | Preußenstadion (7 132 spett.)\| Arbitro: \| Schult \| |
| Arbitro:                                           | Schult          |               |                  |                                                       |

| Arbitro: | Kornblum |

|              |           |                |
| Kammlott 38’ | Marcatori | 43’ Laprévotte |

| Arbitro: | Huber |

|  |           |               |
|  | Marcatori | 10’ Derstroff |

| Arbitro: | Heft |

|              |           |                                    |
| Furuholm 34’ | Marcatori | 59’, 80’ Reichwein 73’ (rig.) Kara |

| Arbitro: | Günsch |

|                                |           |            |
| Bischoff 2’ Kara 69’ Wiebe 87’ | Marcatori | 60’ Kazior |

| Arbitro: | Osmers |

|  |           |          |
|  | Marcatori | 71’ Kara |

| Arbitro: | Waschitzki-Günther |

|                                      |           |                   |
| Heitmeier 25’ Kopplin 75’ Krohne 79’ | Marcatori | 23’ (rig.) Königs |

| Arbitro: | Dankert |

|                       |           |                                 |
| Álvarez 7’ Savran 90’ | Marcatori | 24’ Hoffmann 90’ (aut.) Willers |

| Arbitro: | Badstübner |

|                                                    |           |                      |
| Hoffmann 27’ Reichwein 70’ Krohne 74’ Bischoff 90’ | Marcatori | 19’ Müller 83’ Berko |

| Aalen 3 ottobre 2015, ore 14:00 CEST 12ª giornata | Aalen | 0 – 0 referto | Preußen Münster | Scholz-Arena (4 833 spett.)\| Arbitro: \| Heft \| |
| Arbitro:                                          | Heft  |               |                 |                                                   |

| Arbitro: | Schwermer |

|              |           |             |
| Hoffmann 37’ | Marcatori | 51’ Jänicke |

| Cottbus 24 ottobre 2015, ore 14:00 CEST 14ª giornata | Energie Cottbus | 0 – 0 referto | Preußen Münster | Stadion der Freundschaft (6 407 spett.)\| Arbitro: \| Kampka \| |
| Arbitro:                                             | Kampka          |               |                 |                                                                 |

| Arbitro: | Mix |

|                            |           |  |
| Pischorn 27’ Reichwein 37’ | Marcatori |  |

| Arbitro: | Jöllenbeck |

|                                |           |  |
| Beck 10’ Fuchs 45’ Sowislo 81’ | Marcatori |  |

| Münster 21 novembre 2015, ore 14:05 CET 17ª giornata | Preußen Münster | 0 – 0 referto | Wehen Wiesbaden | Preußenstadion (5 834 spett.)\| Arbitro: \| Steinhaus-Webb \| |
| Arbitro:                                             | Steinhaus-Webb  |               |                 |                                                               |

| Dresda 28 novembre 2015, ore 14:00 CET 18ª giornata | Dinamo Dresda | 0 – 0 referto | Preußen Münster | Stadion Dresden (27 853 spett.)\| Arbitro: \| Aarnink \| |
| Arbitro:                                            | Aarnink       |               |                 |                                                          |

| Arbitro: | Bokop |

|  |           |           |
|  | Marcatori | 66’ Riese |

#### Girone di ritorno
| Arbitro: | Mix |

|                                 |           |            |
| Rizzi 36’ Breier 49’ Ajdini 87’ | Marcatori | 67’ Özkara |

| Arbitro: | Sather |

|              |           |                        |
| Pischorn 88’ | Marcatori | 9’ Gabriele 22’ Ferati |

| Arbitro: | Kampka |

|                             |           |  |
| Soriano 3’, 10’ Fennell 90’ | Marcatori |  |

| Arbitro: | Steinhaus-Webb |

|                         |           |  |
| Krohne 6’ Reichwein 16’ | Marcatori |  |

| Arbitro: | Waschitzki-Günther |

|                           |           |                               |
| Derstroff 14’ Bungert 83’ | Marcatori | 12’, 19’ Reichwein 86’ Müller |

| Arbitro: | Kempkes |

|  |           |            |
|  | Marcatori | 40’ Müller |

| Brema 20 febbraio 2016, ore 14:00 CET 26ª giornata | Werder Brema II | 0 – 0 referto | Preußen Münster | Weserstadion - Platz 11 (1 030 spett.)\| Arbitro: \| Sather \| |
| Arbitro:                                           | Sather          |               |                 |                                                                |

| Arbitro: | Schlager |

|                                        |           |           |
| Bischoff 50’ Grimaldi 75’ Pischorn 79’ | Marcatori | 38’ Frahn |

| Arbitro: | Koslowski |

|                     |           |              |
| Biada 19’ Cauly 85’ | Marcatori | 72’ Grimaldi |

| Münster 6 marzo 2016, ore 14:00 CET 29ª giornata | Preußen Münster | 0 – 0 referto | Osnabrück | Preußenstadion (10 077 spett.)\| Arbitro: \| Fritz \| |
| Arbitro:                                         | Fritz           |               |           |                                                       |

| Arbitro: | Bläser |

|              |           |  |
| Abruscia 43’ | Marcatori |  |

| Arbitro: | Zorn |

|  |           |                                 |
|  | Marcatori | 22’ Drexler 37’ (aut.) Schweers |

| Rostock 2 aprile 2016, ore 14:00 CEST 32ª giornata | Hansa Rostock | 0 – 0 referto | Preußen Münster | Ostseestadion (12 700 spett.)\| Arbitro: \| Huber \| |
| Arbitro:                                           | Huber         |               |                 |                                                      |

| Arbitro: | Petersen |

|                                     |           |  |
| Kopplin 23’ Grimaldi 60’ Krohne 67’ | Marcatori |  |

| Kiel 16 aprile 2016, ore 14:00 CEST 34ª giornata | Holstein Kiel | 0 – 0 referto | Preußen Münster | Holstein-Stadion (4 936 spett.)\| Arbitro: \| Reichel \| |
| Arbitro:                                         | Reichel       |               |                 |                                                          |

| Arbitro: | Willenborg |

|              |           |               |
| Schweers 45’ | Marcatori | 16’, 89’ Beck |

| Arbitro: | Badstübner |

|  |           |                             |
|  | Marcatori | 22’ Hoffmann 89’ Laprévotte |

| Arbitro: | Kempkes |

|                                    |           |                             |
| Bischoff 85’ (rig.) Laprévotte 87’ | Marcatori | 7’ Kutschke 19’, 43’ Eilers |

| Arbitro: | Fritz |

|                                |           |  |
| Köpke 15’, 83’ Skarlatidis 41’ | Marcatori |  |

## Statistiche

### Statistiche di squadra
| Competizione | Punti | In casa | In casa | In casa | In casa | In casa | In casa | In trasferta | In trasferta | In trasferta | In trasferta | In trasferta | In trasferta | Totale | Totale | Totale | Totale | Totale | Totale | DR |
| Competizione | Punti | G       | V       | N       | P       | Gf      | Gs      | G            | V            | N            | P            | Gf           | Gs           | G      | V      | N      | P      | Gf     | Gs     | DR |
| ------------ | ----- | ------- | ------- | ------- | ------- | ------- | ------- | ------------ | ------------ | ------------ | ------------ | ------------ | ------------ | ------ | ------ | ------ | ------ | ------ | ------ | -- |
| 3. Liga      | 49    | 19      | 7       | 5       | 7       | 26      | 19      | 19           | 5            | 8            | 6            | 17           | 22           | 38     | 12     | 13     | 13     | 43     | 41     | +2 |
| Totale       | 49    | 19      | 7       | 5       | 7       | 26      | 19      | 19           | 5            | 8            | 6            | 17           | 22           | 38     | 12     | 13     | 13     | 43     | 41     | +2 |

### Andamento in campionato
| Giornata  | 1 | 2 | 3 | 4 | 5  | 6 | 7 | 8 | 9 | 10 | 11 | 12 | 13 | 14 | 15 | 16 | 17 | 18 | 19 | 20 | 21 | 22 | 23 | 24 | 25 | 26 | 27 | 28 | 29 | 30 | 31 | 32 | 33 | 34 | 35 | 36 | 37 | 38 |
| --------- | - | - | - | - | -- | - | - | - | - | -- | -- | -- | -- | -- | -- | -- | -- | -- | -- | -- | -- | -- | -- | -- | -- | -- | -- | -- | -- | -- | -- | -- | -- | -- | -- | -- | -- | -- |
| Luogo     | C | T | C | T | C  | T | C | T | C | T  | C  | T  | C  | T  | C  | T  | C  | T  | C  | T  | C  | T  | C  | T  | C  | T  | C  | T  | C  | T  | C  | T  | C  | T  | C  | T  | C  | T  |
| Risultato | N | V | N | N | P  | V | V | V | V | N  | V  | N  | N  | N  | V  | P  | N  | N  | P  | P  | P  | P  | V  | V  | P  | N  | V  | P  | N  | P  | P  | N  | V  | N  | P  | V  | P  | P  |
| Posizione | 7 | 4 | 6 | 8 | 10 | 6 | 4 | 3 | 2 | 2  | 2  | 2  | 2  | 3  | 2  | 2  | 3  | 3  | 4  | 5  | 6  | 9  | 6  | 6  | 6  | 6  | 6  | 7  | 7  | 7  | 8  | 7  | 7  | 7  | 8  | 7  | 8  | 9  |

Legenda:

Luogo: C = Casa; T = Trasferta. Risultato: V = Vittoria; N = Pareggio; P = Sconfitta.

### Statistiche dei giocatori
| A. Amachaibou | 16 | 1 | 2  | 0 |
| M. Aulbach    | 0  | 0 | 0  | 0 |
| A. Bischoff   | 33 | 4 | 11 | 0 |
| B. Eickhoff   | 0  | 0 | 0  | 0 |
| A. Grimaldi   | 11 | 3 | 0  | 0 |
| M. Heitmeier  | 23 | 1 | 1  | 0 |
| P. Hoffmann   | 32 | 4 | 4  | 0 |
| M. Kara       | 36 | 3 | 6  | 0 |
| B. Kopplin    | 38 | 2 | 2  | 0 |
| R. Krohne     | 32 | 5 | 2  | 0 |
| C. Laprévotte | 29 | 3 | 2  | 1 |
| N. Lomb       | 37 | 0 | 1  | 0 |
| F. Müller     | 29 | 1 | 8  | 0 |
| M. Niehues    | 1  | 0 | 0  | 0 |
| C. Philipps   | 25 | 0 | 3  | 1 |
| M. Piossek    | 6  | 2 | 2  | 0 |
| M. Pischorn   | 36 | 3 | 5  | 0 |
| M. Reichwein  | 33 | 7 | 3  | 0 |
| S. Scherder   | 0  | 0 | 0  | 0 |
| B. Schwarz    | 24 | 0 | 4  | 3 |
| L. Schweers   | 15 | 1 | 1  | 0 |
| K. Schöneberg | 9  | 0 | 0  | 0 |
| L. Stoll      | 2  | 0 | 0  | 0 |
| S. Tritz      | 17 | 0 | 3  | 0 |
| J. Weißenfels | 0  | 0 | 0  | 0 |
| D. Wiebe      | 21 | 1 | 0  | 0 |
| C. Özkara     | 23 | 1 | 4  | 1 |